# Празозин
Празозин (англ. Prazosin, лат. Prazosinum) — синтетичний антигіпертензивний препарат, що належить до групи альфа-адреноблокаторів, та є похідним піперазину і хіназоліну. Празозин застосовується перорально. Празозин уперше запатентований компанією «Pfizer» у 1969 році, та застосовується у клінічній практиці з 1972 року.

## Фармакологічні властивості
Празозин — синтетичний лікарський препарат, що належить до групи альфа-адреноблокаторів. Механізм дії препарату полягає у селективному блокуванні постсинаптичних α1-адренорецепторів, що призводить до усунення дії α-адреностимулюючих гормонів (катехоламінів) на судини. Наслідком цього є розширення периферичних судин, зниження периферичного опору судин та зниження артеріального тиску. Празозин також зменшує переднавантаження на серце, а унаслідок розширення під час його дії периферичних вен зменшує також післянавантаження на серце. Препарат також зменшує тиск у малому колі кровообігу. Усі вищеперераховані ефекти празозину призводять до покращення як внутрішньосерцевої, так і загальної гемодинаміки у хворих із хронічною серцевою недостатністю. Празозин також знижує потребу міокарду в кисні, зменшує ударний об'єм крові при фізичному навантаженні, а також знижує опір судин нирок. Разом із вазодилятуючим ефектом при застосуванні препарату спостерігається рефлекторна тахікардія. При тривалому застосуванні застосуванні празозину спостерігається зниження ліпопротеїнів низької щільності. Празозин початково застосовувався для лікування артеріальної гіпертензії, проте натепер він вважається лише препаратом другої лінії для лікування гіпертензії. Празозин також спричинює розслаблення гладеньких м'язів простати і її капсули, а також шийки сечового міхура, наслідком чого є зменшення опору і тиску в сечових шляхах. Унаслідок цього празозин застосовується при гіперплазії передміхурової залози, проте застосовується виключно у випадках поєднання гіперплазії простати й артеріальної гіпертензії. Празозин також застосовують у випадку тривоги та посттравматичного стресового розладу Проводяться клінічні дослідження застосування празозину при алкоголізмі. Також досліджується можливість застосування празозину при різних злоякісних пухлинах, зокрема гліобластомі, колоректальному раку, раку печінки і раку підшлункової залози.

### Фармакокінетика
Празозин швидко та добре всмоктується у шлунково-кишковому тракті, біодоступність препарату складає 50—85 %. Препарат розпочинає діяти за 30 хвилин після застосування, максимальна концентрація празозину в крові спостерігається за 1—3 години після прийому препарату. Препарат майже повністю (на 97 %) зв'язується з білками плазми крові. Празозин проникає через гематоенцефалічний бар'єр, плацентарний бар'єр та в незначній кількості виділяється в грудне молоко. Метаболізується препарат у печінці з утворенням неактивних метаболітів. Виводиться празозин із організму переважно із жовчю, незначна частина препарату виводиться із сечею. Період напіввиведення празозину становить 2—4 години, при нирковій недостатності та в осіб похилого віку цей час може збільшуватися.

## Покази до застосування
Празозин застосовують для лікування гіпертонічної хвороби, хвороби Рейно, феохромоцитоми. у складі комбінованої терапії при хронічній серцевій недостатності, при отруєннях алкалоїдами ріжків, та при доброякісній гіперплазії передміхурової залози.

## Побічна дія
При застосуванні празозину найчастішими побічними ефектами є ортостатична артеріальна гіпотензія, яка виникає при прийомі препарату в стоячому положенні, тахікардія, задишка, набряки нижніх кінцівок. Іншими побічними ефектами препарату є:
- Алергічні реакції — шкірний висип, свербіж шкіри, закладеність носа, гарячка, бронхоспазм, задишка, алопеція. підвищена пітливість.
- З боку травної системи — нудота, діарея або запор, блювання, сухість у роті.
- З боку нервової системи — часто (1—10 %) головний біль, запаморочення, швидка втомлюваність, парестезії, депресія, галюцинації, сонливість або безсоння, тривожність, порушення сприйняття, шум у вухах, порушення зору, гіперемія кон'юнктиви та рогівки.
- З боку сечостатевої системи — почащення сечопуску, пріапізм, зниження потенції.
- Інші побічні ефекти — носова кровотеча, артралгії, поява антинуклеарних антитіл.

## Протипоказання
Празозин протипоказаний при підвищеній чутливості до препарату; артеріальній гіпотензії; серцевій недостатності на фоні констриктивного перикардиту, тампонади серця або вад сеця із погіршенням наповнення лівого шлуночка; вагітності та годуванні грудьми; дітям у віці до 12 років.

## Форми випуску
Празозин випускається у вигляді таблеток по 0,001; 0,002 і 0,005 г.